# Episodi di 12 oz. Mouse

Logo delle prime due stagioni

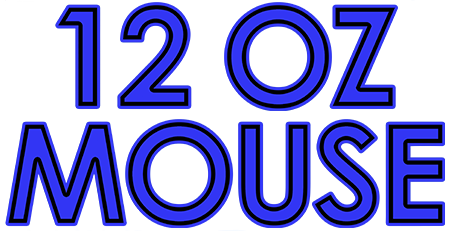
Logo della terza stagione

Elenco degli episodi della serie televisiva animata 12 oz. Mouse.
La prima stagione, composta da 7 episodi, è stata trasmessa negli Stati Uniti dal 19 giugno 2005 al 1º gennaio 2006. La seconda stagione, composta da 13 episodi, è stata trasmessa dal 24 settembre al 17 dicembre 2006. Il 16 maggio 2007 è stato pubblicato un webisodio sul servizio streaming Adult Swim Video. L'episodio è stato in seguito trasmesso in televisione il 13 ottobre 2018. Il 15 ottobre 2018 è stato trasmesso lo speciale Invictus. La terza stagione, composta da 11 episodi, viene trasmessa dal 1º aprile 2020 al 1º agosto 2020.
In Italia la serie è inedita.
| nº               | Codice di produzione | Titolo originale                | Prima TV USA      |
| Prima stagione   | Prima stagione       | Prima stagione                  | Prima stagione    |
| ---------------- | -------------------- | ------------------------------- | ----------------- |
| 1                | 101                  | Hired                           | 19 giugno 2005    |
| 2                | 102                  | Signals                         | 23 ottobre 2005   |
| 3                | 103                  | Rooster                         | 30 ottobre 2005   |
| 4                | 104                  | Spider                          | 6 novembre 2005   |
| 5                | 105                  | Rememorized                     | 13 novembre 2005  |
| 6                | 106                  | Sharktasm                       | 20 novembre 2005  |
| 7                | 107                  | Adventure Mouse                 | 1º gennaio 2006   |
| Seconda stagione |                      |                                 |                   |
| 1                | 201                  | Bowtime                         | 24 settembre 2006 |
| 2                | 202                  | Surgery Circus                  | 1º ottobre 2006   |
| 3                | 203                  | Booger Haze                     | 8 ottobre 2006    |
| 4                | 204                  | Star Wars VII                   | 15 ottobre 2006   |
| 5                | 205                  | Enjoy the Arm                   | 22 ottobre 2006   |
| 6                | 206                  | Auraphull                       | 29 ottobre 2006   |
| 7                | 207                  | Meat Warrior                    | 5 novembre 2006   |
| 8                | 208                  | Meaty Dreamy                    | 12 novembre 2006  |
| 9                | 209                  | Corndog Chronicles              | 19 novembre 2006  |
| 10               | 210                  | Eighteen                        | 26 novembre 2006  |
| 11               | 211                  | Pre-Reckoning                   | 3 dicembre 2006   |
| 12               | 212                  | Farewell                        | 10 dicembre 2006  |
| 13               | 213                  | Prolegomenon                    | 17 dicembre 2006  |
| Terza stagione   |                      |                                 |                   |
| 1                | 302                  | First 12                        | 21 luglio 2020    |
| 2                | 303                  | Awaken                          | 22 luglio 2020    |
| 3                | 304                  | Adrift                          | 23 luglio 2020    |
| 4                | 305                  | You Made This                   | 24 luglio 2020    |
| 5                | 306                  | Because They Could              | 25 luglio 2020    |
| 6                | 307                  | Reveal                          | 28 luglio 2020    |
| 7                | 308                  | Prime Time Nursery Rhyme        | 29 luglio 2020    |
| 8                | 309                  | Here We Come                    | 30 luglio 2020    |
| 9                | 310                  | Portal to the Doorway           | 31 luglio 2020    |
| 10               | 311                  | Final Beginning                 | 1º agosto 2020    |
| 11               | 301                  | Francis, Cheap & Out of Control | 1º aprile 2020    |
| Webisodi         |                      |                                 |                   |
| 1                | N/A                  | Enter the Sandmouse             | 16 maggio 2007    |
| Episodi speciali |                      |                                 |                   |
| 1                | 104b                 | 12 oz. Mouse Spider-Man Special | 6 novembre 2005   |
| 2                | TBA                  | Invictus                        | 15 ottobre 2018   |

## Hired
- Titolo originale: Hired
- Diretto da: Matt Maiellaro
- Scritto da: Matt Maiellaro e Matt Harrigan

### Trama
Mouse Fitzgerald viene assunto per dei lavori occasionali da Shark, uno squalo che lavora in un ufficio di collocamento. Il suo primo compito è quello di portare Rectangular Businessman a un incontro importante, ma Fitz invece lo porta in un set porno e fa saltare in aria l'edificio. Dopo aver rapinato una banca, Fitz e il suo amico Skillet comprano dell'alcol e fanno caos in tutta la città. Fitz poi ritorna da Shark per dirgli che ha fallito l'incarico. Dopo aver scoperto che Shark è a prova di proiettili, sparandolo, Fitz decide di prendere un nuovo incarico dallo squalo.
- Nota: L'episodio è stato trasmesso durante una presentazione speciale nel periodo estivo del 2005.
- Crediti finali: Dopo i titoli di coda è presente una frase che recita "Mouse suona bene le chitarre grazie a degli amplificatori rumorosi presenti nel suo seminterrato" e compare un'immagine distorta di Black Beast.

## Signals
- Titolo originale: Signals
- Diretto da: Matt Maiellaro
- Scritto da: Matt Maiellaro

### Trama
Shark assegna un altro lavoro a Fitz: per aiutare Eye, un occhio gigante, dovrà prendere 50 milioni dal magico Golden Joe e darli a Eye. Al bar, Fitz si avvicina da Joe e insieme studiano un piano per ingannare Shark e Eye. Fitz e Joe spendono tutti i soldi per comprare un carro armato e fanno uscire Skillet dalla prigione. Quando Eye va a reclamare i suoi soldi, Fitz ammette di averli "buttati via" e se ne va via cantando al tramonto.
- Crediti finali: Dopo i titoli di coda è presente una frase che recita "Mouse suona bene le chitarre grazie a degli amplificatori rumorosi presenti nel suo seminterrato" e compaiono delle frecce in volo.

## Rooster
- Titolo originale: Rooster
- Diretto da: Matt Maiellaro
- Scritto da: Matt Maiellaro

### Trama
Fitz di notte sogna, un'altra volta, sua moglie e sua figlia che sono scomparsi misteriosamente. Nel frattempo, Shark incontra Rectangular Businessman, Eye e Man/Woman a una riunione e presenta a loro un nuovo prodotto, la "asprind". Skillet regala un corn dog volante a Fitz e atterra vicino alla casa di Roostre, un contadino dai capelli biondi che pianta i corn dog. Roostre sembra sapere diverse cose sul passato di Fitz, il quale afferma che il topo, in verità, si chiama C.J. Muff left Q109. Poco dopo appare The New Guy, un fantasma dal mantello rosso che rapisce Skillet e lo tortura con della musica exotica e ballando con un hula hoop.
- Crediti finali: Dopo i titoli di coda è presente una frase che recita "Mouse suona bene le chitarre grazie a degli amplificatori rumorosi presenti nel suo seminterrato" e compare Shadowy Figure.

## Spider
- Titolo originale: Spider
- Diretto da: Matt Maiellaro
- Scritto da: Matt Maiellaro

### Trama
In casa di Fitz appare un ragno gigante che tesse una freccia nella sua tela. Skillet riesce a fuggire da The New Guy dall'episodio precedente e ritorna da Fitz. Poco dopo Fitz e Skillet irrompono in un negozio di musica rock dove incontrano Peanut Cop e Producer Man. Producer Man offre a Fitz un contratto discografico e subito dopo la sua testa si taglia a metà misteriosamente. Nel frattempo, Liquor legge una lettera erroneamente a lui consegnata, scritta da qualcuno di nome "Mosquitor". Dalla lettera cola una grande quantità di sangue. Poco dopo, Fitz fa vedere il suo nuovo disco a Shark, intitolato "F-Off". Tornato a casa, Fitz trova una mano mozzata che Shark ha lasciato apparentemente sotto il suo letto.
- Crediti finali: Dopo i titoli di coda compare un telefono che squilla dentro un freezer.

## Rememorized
- Titolo originale: Rememorized
- Diretto da: Matt Maiellaro
- Scritto da: Matt Maiellaro

### Trama
Shark minaccia a Fitz, portandolo da Pronto, un arciere professionista. Fitz decide di mangiare e si dirige in una tavola calda, dove lui e Skillet entrano in una sparatoria con qualcuno che non conoscono nemmeno. Nel frattempo, Shark e Rectangular Businessman raccolgono una grande folla di persone con degli strani caschi. Infine Fitz, Skillet e Man/Woman vanno al bar dove trovano Rhoda, il barista, morto pieno di frecce.
- Crediti finali: Dopo i titoli di coda compare Skillet che spara col suo AK-47.

## Sharktasm
- Titolo originale: Sharktasm / Spharktasm
- Diretto da: Matt Maiellaro
- Scritto da: Matt Maiellaro

### Trama
Un nuovo Rhoda appare al bar della città e cerca di far passare la sua morte come "uno scherzo". Fitz, incapacitato, si fa aiutare da Man/Woman e forza Rhoda a dargli delle risposte su quello che sta succedendo. Fitz allora viaggia alla fattoria dei corn dog, portandosi con sé Roostre, Golden Joe, e Peanut Cop come dei prigionieri, e nel mentre ha un altro flashback in cui la moglie incontra Shadowy Figure. Roostre rivela che il suo vero nome non è C.J. Muff ma bensì Bermingham. Alla fattoria appare di nuovo The New Guy e cerca di ipnotizzare tutti con la sua musica. Shark e Rectangular Businessman scoprono che Rhoda sta collaborando segretamente con Fitz.
- Crediti finali: Dopo i titoli di coda è presente una frase che recita "Mouse ritornerà in Adventure Mouse" e compare la moglie di Fitz che viene colpita da un dardo tranquillante.

## Adventure Mouse
- Titolo originale: Adventure Mouse
- Diretto da: Matt Maiellaro
- Scritto da: Matt Maiellaro

### Trama
Rectangular Businessman interagisce telepaticamente con Rhoda, tagliandoli la testa a metà e rivelando un serpente sputafuoco al suo interno. Poco dopo, Fitz si porta con sé The New Guy su uno skateboard a razzo, aiutando Skillet a sfuggire dalla baracca. Skillet scopre poi un invito a una festa in costume di Shark. Shark e Rectangular Businessman si stancheranno e decidono di punire a The Eye. Rectangular Businessman si fa aiutare da Pronto per entrare nella casa di Fitz dalla ghiacciaia. Alla festa, Fitz viene risucchiato in un passaggio dietro uno scaffale. In seguito Skillet esplode con un dardo, The Eye collassa in una pozza di sangue e Shark osserva il tutto dalla sua sala di controllo, ridendo malignamente.
- Note: Durante la prima trasmissione, l'episodio era sprovvisto di effetti luce e dei crediti finali. Questi sono stati inseriti in seguito, durante la prima replica dell'episodio.
- Crediti finali: Nelle repliche successive dell'episodio, dopo i titoli di coda, compare Skillet con degli occhiali da sole che balla davanti ad uno specchio.

## Bowtime
- Titolo originale: Bowtime
- Diretto da: Matt Maiellaro
- Scritto da: Matt Maiellaro

### Trama
Roostre, Joe e Peanut Cop scendono dall'auto jet e irrompono alla festa di Shark. Nel frattempo, Fitz si ritrova intrappolato in una stanza, dove trova un pacco regalo con dentro una cravatta, la stessa che gli ha regalato la moglie in uno dei suoi strani ricordi. Dopo essere stato ucciso da dei robot cravatta, la scena si interrompe e si sposta su Shark e Rectangular Businessman, rivelando che sono loro, in verità, a manipolare la realtà di Fitz e a trasformarla a loro piacimento. In un'altra realtà, Fitz riflette sulla natura dei suoi pensieri e dei suoi ricordi e, poco dopo, trova sua figlia che si trasforma in un ragno gigante. Tornato al suo negozio, Liquor porta Roostre nella cantina del bar, dove lo colpisce e lo intrappola nella ragnatela del ragno. Qui, Liquor lo avvisa di non far scattare per nessun motivo l'allarme. Intanto, The New Guy riesce a salvare Skillet dal gas tempo dell'orologio e, insieme a Fitz e a Eye, scappano nel deserto. Frustrato, Shark manda Pronto a farli uccidere.
- Crediti finali: Dopo i titoli di coda è presente un anagramma che recita "le regole sono le regole" e compare Shark davanti alla sua automobile piena di urina.

## Surgery Circus
- Titolo originale: Surgery Circus
- Diretto da: Matt Maiellaro
- Scritto da: Matt Maiellaro

### Trama
Fitz, Skillet, The New Guy e Eye si ritrovano ad attraversare il deserto. Intanto, Peanut Cop fa visita da Liquor e insieme fingono la sua morte di fronte alla telecamera di Shark. Dopo che Fitz e gli altri arrivano finalmente al negozio, Liquor rivela una stanza nascosta dietro lo scaffale degli alcolici e trovano un altro Eye identico al primo. Nel frattempo, Rectangular Businessman e Shark fanno un giro con la sua nuova auto personalizzata. Al bar intanto arriva una mano che minaccia Peanut Cop e Golden Joe.
- Crediti finali: Dopo i titoli di coda è presente un anagramma che recita "le regole sono le regole", con dietro Eye che non riesce a vedere bene Fitz e Liquor.

## Booger Haze
- Titolo originale: Booger Haze
- Diretto da: Matt Maiellaro
- Scritto da: Matt Maiellaro

### Trama
L'intervento alla gamba su Eye è andato a buon fine. Roostre viene legato con una ragnatela e viene trascinato in una grotta dal ragno. Peanut Cop e Golden Joe, ancora al negozio di Liquor, riescono a catturare la mano con un barattolo di vetro. Nel frattempo, nella sua tana, il ragno suona "Booger Haze" al pianoforte, creando uno sciame di note musicali che vola fino alla fattoria di Roostre. Shark e Rectangular Businessman, ancora nell'auto personalizzata di Shark, incontrano e fanno salire Melissa, la quale li disturba per tutto il viaggio. Rectangular Businessman, irritato da lei, la divide a metà con il potere della mente. Intanto Fitz e Skillet si allontanano con lo skateboard alla fattoria di Roostre, dove vengono attaccati dalle note musicali, ritrovandosi poi intrappolati nel seminterrato di Roostre, nel quale ci sono molte armi da fuoco.
- Crediti finali: Dopo i titoli di coda è presente una frase che recita "cambia l'olio ogni 5000 chilometri" e compare Melissa divisa in due.

## Star Wars VII
- Titolo originale: Star Wars VII
- Diretto da: Matt Maiellaro
- Scritto da: Matt Maiellaro

### Trama
Nel seminterrato di Roostre, Fitz e Skillet trovano una radiosveglia, una mappa e un'astronave a forma di corndog. Nell'astronave, i due caricano delle armi e decollano rapidamente, lanciando delle bombe nella stanza. La macchina di Shark si guasta e Rectangular Businessman decide di acquistare un'armonica incastonata di diamanti e fatta d'oro. Per quasi tutta la puntata, le scene si ripetono tra Shark che cerca di avviare l'auto e Rectangular Businessman che è indeciso su quale armonica comprare.
- Crediti finali: Dopo i titoli di coda è presente una piccola frase che recita "messaggio segreto" e compare la casa di Roostre completamente bruciata.

## Enjoy the Arm
- Titolo originale: Enjoy the Arm
- Diretto da: Matt Maiellaro
- Scritto da: Matt Maiellaro

### Trama
Nello spazio, mentre Fitz e Skillet guardano il pianeta, scoprono un'altra città a poca distanza da quella in cui vivono. In orbita, l'astronave esaurisce tutto il carburante, facendoli schiantare nel 750º piano di un grattacielo. Roostre racconta al ragno gigante di avere un Corn-Droid, un robot gigante a forma di corn dog, che vuole usare per distruggere tutto. Shark, nel frattempo, cerca ancora di avviare la sua auto. Fitz e Skillet riparano Melissa e la trasformano in un robot in stile Terminator. Più tardi, Fitz trova e inserisce la radiosveglia di Roostre in una fessura nel muro, rivelando dietro di esso un enorme armadio pieno di abiti di tutti i tipi. Al negozio, Liquor esegue una stand-up comedy per i due Eye. Poco dopo, Liquor entra in una stanza e parla con Shadowy Figure, che si rivelerà essere una sagoma di cartone circondata da una forte luce. Nel frattempo, uno dei due Eye rivelerà di avere un braccio e tirerà fuori una pistola.
- Altri interpreti: Ted Murphy (clone di Eye).
- Crediti finali: Dopo i titoli di coda è presente una frase che recita "diventare invisibile" e compare Golden Joe che spara ripetutamente Peanut Cop.

## Auraphull
- Titolo originale: Auraphull
- Diretto da: Matt Maiellaro
- Scritto da: Nessuno[7]

### Trama
L'episodio è formato principalmente da varie sequenze di video musicali, con Matt Maiellaro e la sua band che suonano le musiche del cartone. Più tardi, Peanut Cop visita un negozio di cappelli e decide di diventare un vigile del fuoco.
- Ascolti USA: telespettatori 460.000 – rating/share 18-49 anni.[8]
- Crediti finali: Dopo i titoli di coda compare Peanut Cop che guida un camion dei pompieri.

## Meat Warrior
- Titolo originale: Meat Warrior
- Diretto da: Matt Maiellaro
- Scritto da: Matt Maiellaro

### Trama
Rectangular Businessman parla con Clock di Shark. Nel frattempo Peanut Cop fa salire Liquor nel suo camion dei pompieri. Fitz e Skillet esaminano la mappa che hanno trovato nel seminterrato di Roostre e scoprono un tunnel che porta fuori città. Pronto intanto ruba la "Animal Chain" dalla sala di controllo di Shark. Al negozio di Liquor, qualcuno spara dei dardi tranquillanti contro Peanut Cop, facendolo cadere in una botola nel pavimento che lo porta in una stanza con Shadowy Figure. Al 750º piano dello stesso grattacielo visto nell'episodio Enjoy the Arm, Liquor incontra Fitz e gli rivela che Roostre ha bisogno della mano per attivare il Corn-Droid. Nelle fogne della città, Roostre attiva il Corn-Droid.
- Ascolti USA: telespettatori 431.000 – rating/share 18-49 anni.[8]
- Altri interpreti: Ted Murphy, Thom Nicolette, Andrew Quitmeyer (madri dei bambini).
- Crediti finali: Dopo i titoli di coda è presente una frase che recita "quasi non-morti" e compare di nuovo Peanut Cop che guida un camion dei pomieri.

## Meaty Dreamy
- Titolo originale: Meaty Dreamy
- Diretto da: Matt Maiellaro
- Scritto da: Matt Maiellaro

### Trama
Dopo essere stata attaccata da Pronto, la mano entra dentro la testa di Producer Man e controlla tutte le parti del suo corpo dall'interno. Shark e Rectangular Businessman prendono una grande pistola e vanno verso la stazione di servizio che Fitz e Skillet hanno incendiato nell'episodio precedente. Rectangular Businessman afferma che tutti i cittadini sono andati "fuori di testa" e Shark spara a uno di loro. Nel frattempo Fitz, Skillet e Liquor fanno iniezioni endovenose di carne per addormentarsi e Liquor sogna di trovarsi in un cimitero. Man/Woman intanto guarda i fiori di una collina e a un certo punto le spunta il volto di Shark sulla luna. Golden Joe intanto mostra a Peanut Cop una strana foto dei due Eye, in cui uno di loro sembra aver sviluppato uno strano arto viola al posto di una gamba. Liquor si sveglia e Producer Man prende l'ascensore per arrivare al 750º piano del palazzo dove Fitz, Skillet, Liquor, Melissa e l'aiutante insetto di Shark lo attendono mentre Liquor comanda a tutte le persone del 750º piano di prendere le armi.
- Altri interpreti: Pierre Cerrato (cittadino), Brad Lee Zimmerman (cittadini che cantano).

- Crediti finali: Dopo i titoli di coda è presente una frase che recita "mancano 35 giorni", in riferimento al numero di giorni che mancavano, durante la prima trasmissione, per arrivare all'ultimo episodio Prolegomenon.

## Corndog Chronicles
- Titolo originale: Corndog Chronicles
- Diretto da: Matt Maiellaro
- Scritto da: Matt Maiellaro

### Trama
Fitz sogna di parlare con Shark dei suoi strani sogni. Fitz descrive i suoi sogni come dei frammenti sulla fine, intervallati da quelli sull'inizio. Dopo un malinteso tra i due, Shark dice a Fitz che "si sta facendo tardi" e gli offre una bottiglia di pillole "Asprind" provenienti da Asprindland. Liquor riesce a svegliare Fitz, ma dopo un altro colpo di mazza in testa, Fitz cade di nuovo privo di sensi. Fitz sogna di parlare con Roostre nella sua fattoria di corn dog. I due discutono di varie cose, da Q109 alla "xenomorfinazione", i rapporti grafici e i robot programmati che sono riusciti a superare i "carbopolimeri sintetici". Fitz si sveglia un'altra volta e decide di arrampicarsi su un armadio gigante, dove trova un medaglione d'oro simile alla catena animale che Pronto aveva rubato. Nel frattempo Pronto va in un cimitero, dove passa la catena animale ad una bestia a otto braccia di nome Amalockh, che si è risvegliato da una tomba. Amalockh diventa enorme e inizia a distruggere la città. Liquor dice a Fitz il nome della bestia e che si è risvegliato per uccidere tutti. Fitz dice di andare ad "ucciderlo di nuovo".
- Crediti finali: Dopo i titoli di coda è presente un anagramma che recita "Mouse non finirà mai", con delle bottiglie di birra che girano in tondo e Fitz che dice "per fortuna ho portato tutta questa birra".

## Eighteen
- Titolo originale: Eighteen
- Diretto da: Matt Maiellaro
- Scritto da: Matt Maiellaro

### Trama
Dopo aver raggiunto il 750º piano del grattacielo, Producer Man raggiunge Fitz, Skillet e Liquor. Mentre controlla la testa di Producer Man con i raggi X, Liquor scopre che dentro c'è una mano che produce dei beep come segnali per comunicare. Liquor traduce i beep e scopre che la mano "vuole tornare nel suo braccio e uccidere la persona che lo ha separato". Liquor dice a Fitz che la chiave che ha trovato è "la chiave dell'immaginazione", di cui avranno bisogno il giorno dopo. Nel frattempo, Shark rapisce Golden Joe e New Guy e li porta nella sua sala di monitoraggio video, dove incontrano anche Eye insieme al suo gemello dal braccio forzuto. Rectangular Businessman consegna a Fitz un "film" diretto da Shark, in cui Shark gli dice che lui è "solo un'informazione e che tutto questo è ciò che teniamo nelle nostre teste". Fitz sospetta su Liquor e gli punta la pistola sul collo dicendo che sa troppe cose. Shark fa esplodere gran parte degli edifici della città, compreso il jet car di Fitz, il negozio di liquori, il bar di Rhoda, l'isola di Eye e la casa di New Guy, dopo aver divorato New Guy. Nel cimitero, Amalockh mangia Pronto e inizia a eseguire quella che viene descritta come la "break dance della morte". Shark osserva tutto sul suo monitor e ordina furiosamente a Rectangular Businessman di far uscire tutti gli hovervac e i robot cravatta. Mentre Liquor conduce Fitz nel sistema fognario della città, centinaia di hovervac e robot cravatta si risvegliano ed escono da un enorme fosso.
- Crediti finali: Dopo i titoli di coda è presente un anagramma che recita "Shark verrà ucciso presto" e compare Peanut Cop che, mentre tenta di dar fuoco alla città, viene colpito da un dardo tranquillante da Shadowy Figure.

## Pre-Reckoning

Il Corn-Droid durante l'attivazione.

- Titolo originale: Pre-Reckoning
- Diretto da: Matt Maiellaro
- Scritto da: Matt Maiellaro

### Trama
Fitz, Skillet, Liquor e gli altri escono dalle fogne e raggiungono Roostre, mentre la città è in fiamme. Mentre Liquor, Roostre e Fitz stanno parlando, i tre cominciano a parlare con frasi confuse e insensate. Peanut Cop vola fuori dal furgone che sta guidando Shadowy Figure e anche lui inizia a parlare con frasi confuse. Shark rivela che il gas si sta distribuendo nella città e che questo causa proprio l'incapacità di comunicare. Eye e Shark discutono sul fatto dell'orario che rimane sempre misteriosamente fisso alle 2:22. Clock dice a Shark che ha finito il gas tempo. Nel frattempo gli hovervac e i robot cravatta devastano la città, uccidendo persone e distruggendo veicoli e edifici. Intanto Amalockh sputa i resti di Pronto e trova un fiore vicino alla sua bara. Fitz, Skillet e Melissa combattono gli hovervac e i robot cravatta. Peanut Cop dà a Fitz una maschera che gli consente di non respirare il gas anti-linguaggio. Mentre i robot cravatta tentano di irrompere nella stanza, Peanut Cop lancia uno strano orologio fuori dalla porta facendo esplodere la maggior parte di loro. Un hovervac distrugge rapidamente l'orologio, e i robot cravatta continuano ad abbattere la porta. Tuttavia, Fitz, Skillet, Melissa e Peanut Cop sono fuggiti attraverso una presa d'aria nel soffitto. Nel frattempo, nelle fogne, Liquore taglia l'uncino di Roostre e lo sostituisce con la mano in modo tale che possa attivare il Corn-Droid. Il Corn-Droid prende vita e svela una moltitudine di armi che escono dal suo corpo.
- Crediti finali: Dopo i titoli di coda è presente un messaggio segreto che, decodificato, recita "Chi finanzia il tuo illecito ora?" e compare un robot cravatta che, dopo aver ballato, taglia la testa ad una bambola.

## Farewell
- Titolo originale: Farewell
- Diretto da: Matt Maiellaro
- Scritto da: Matt Maiellaro

### Trama
Fitz, Skillet, Peanut Cop e Melissa cyborg passano attraverso un condotto di ventilazione, dove trovano e sparano diversi tie-bot. Dopo che Peanut Cop ha fatto esplodere altri tie-bot con una granata, i quattro arrivano alla fine del condotto e irrompono nella stanza di osservazione di Shark, dove liberano Eye e Golden Joe e uccidono il gemello forzuto di Eye e Shark. Dopo aver ritrovato il cadavere di The New Guy dentro i resti di Shark, Fitz scava dentro di loro e tira fuori il New Guy, che è stato parzialmente digerito. Fitz attiva una leva presente sulla console di monitoraggio di Shark, che apre una stanza con un grande aereo a forma di squalo placcato di metallo. Eye dice che ha paura di volare, così decide di andare al fiume, portandosi appresso The New Guy. Da qualche parte al di fuori della città, Rectangular Businessman fa apparire magicamente la sua casa. All'interno della casa, conversa con Shadowy Figure, al quale rivela che "ha sigillato il negozio di orologi", che "Shark era solo una pedina", che "le fattorie di aspirind sono vicine al raccolto", che "Mouse ha fatto tutto esattamente come predetto" e che "Amalockh ha portato l'oscurità". Shadowy Figure inizia a brillare, forse nel tentativo di rivelare la sua vera forma, ma Rectangular Businessman lo trasforma in una sostanza liquida nera e lo intrappola in un barattolo. Rectangular Businessman attiva la modalità nave e la casa inizia a volare. Nel frattempo, il Corn-Droid gira per la città, distruggendo gli hovervac. Nelle fogne, Liquor trova Roostre privo di sensi, e una sfera di energia blu che si fa chiamare Muff. Muff chiede dove si trova Fitz e inoltre dice, per qualche strana ragione, a Liquor che i campi di aspirind devono essere distrutti. Muff dice che si incontreranno al fiume, ma avranno bisogno di Fitz. Liquor decide quindi di seguire il Corn-Droid. Mentre Fitz dirige l'aereo a forma di squalo, Peanut Cop rivela che gli hovervac proteggono i campi di aspirind, che si trovano sparsi per la città. Sotto di loro, diversi tie-bot aprono una strada e scoprendo un altro campo contenente una quantità enorme di aspirind, che gli hovervacs succhiano rapidamente dalle loro appendici simili a delle braccia. Nel velivolo di Fitz, Skillet equipaggia la torretta e combatte contro diversi robot, ma la nave viene colpita e abbattuta da un missile proveniente dall'aereo di Rectangular Businessman. L'aereo di Fitz si schianta contro un edificio e si ferma bruscamente su una strada cittadina. Dopo essere uscito dal relitto in fiamme, Fitz stringe l'elmetto e gli occhiali protettivi di Skillet e, insieme a Peanut Cop e Golden Joe, lamentano la perdita del loro amico che non trovano da nessuna parte. Nel frattempo, la nave di Rectangular Businessman viene distrutta dall'ormai gigantesco Amalockh e il barattolo con Shadowy Figure viene spedito fuori dal veicolo.

## Prolegomenon
- Titolo originale: Prolegomenon
- Diretto da: Matt Maiellaro
- Scritto da: Matt Maiellaro

### Trama
Dopo aver perso il suo migliore amico Skillet nel precedente episodio, Fitz lascia cadere a terra l'elmetto e gli occhiali protettivi del roditore ed entra in un ristorante completamente bruciato dalle fiamme. Dentro il ristorante, Fitz viene attirato da uno strano flipper giallo che lampeggia di rosso e che emette suoni. Giocando col flipper, Fitz nota che questo è completamente coperto di simboli rossi criptati, che ostacolano casualmente il percorso della pallina. Poco più tardi, una nuvola rosa formata da note musicali orbitanti che discende dal cielo entra nel ristorante e comincia a brillare, facendo sì che il ristorante distrutto ritorni alle sue condizioni originarie. La nuvola rosa afferma di chiamarsi Archeus, dopo di che Fitz le dice che non riesce a leggere e comprendere i simboli sul flipper. Archeus gli dice che riuscirà a leggerli solo se rinuncerà alla lotta per "tutto". Fitz trova insensata l'affermazione di Archeus, al che la nuvola risponde che "Nessuno lo capisce". La nuvola afferma anche che la moglie e il figlio del topo sono ancora vivi e che hanno bisogno del suo aiuto, avvertendolo di "non credere a ciò che non gli viene fatto vedere" e che "Rectangular Businessman può permettersi tutta la tecnologia che vuole per allontanare la mente". Archeus insiste sul fatto che Fitz la guardi, ma Fitz le dice di andarsene. Dopo che la nuvola afferma che Skillet ha bisogno di lui, Fitz decide di continuare a giocare col flipper, nel quale comincia a fluttuare una pallina con l'immagine di Skillet.
All'interno di una foresta della Georgia, su una minuscola particella di un fungo, viene mostrato un edificio a quattro piani. All'interno dell'edificio un uomo viola e un uomo rosa, entrambi con gli occhiali e in abiti da lavoro, conversano a fianco ad uno Fitz sdraiato su un letto, che è collegato ad una gigantesca macchina arancione attraverso la quale respira. L'uomo viola, che parla con la stessa voce di Shark, chiede all'uomo rosa, che parla con la stessa voce di Rectangular Businessman, se è preparato alla possibilità che Fitz si risvegli. I due menzionano inoltre come vengono uccisi sotto le forme di Shark e Rectangular Businessman. L'uomo rosa afferma che "il denaro riesce a risolvere tutto". Poco dopo, l'uomo viola afferma che "il roditore è ancora vivo", riferendosi a Skillet che galleggia dentro un tubo pieno di liquido. Un uomo che parla con la stessa voce di Eye si scopre essere collegato ad un'altra macchina gigante, con ciascuno dei suoi occhi collegati individualmente alla macchina con dei tubi. L'uomo rosa chiede all'infermiera (che parla con la stessa voce di Melissa) di dare al topo una dose di 1200 CC di "steribolium". L'infermiera dice che questo lo ucciderà, ma l'uomo rosa insiste sul fatto che lei deve eseguire i suoi ordini. L'uomo rosa accenna all'uomo viola anche la presenza di una figura femminile, riferendosi ad Archeus. L'uomo viola dice che questo è impossibile poiché "hanno fatto esplodere l'intera nave con delle bombe". L'uomo rosa risponde: "puoi distruggere la carne, ma non puoi distruggere la fede". L'uomo viola insinua che non sarà abbattuto dalla religione, mentre l'uomo rosa dice che il suo dio è il suo denaro. L'uomo viola dice: "Non sarò responsabile di un'intera nazione", aggiungendo "Non posso, legalmente". L'uomo rosa dice che il potere di Archeus sta tirando fuori Fitz. In un'altra stanza, l'infermiera prende una pistola e afferma misteriosamente ad un uomo blu, che parla con la stessa voce di Peanut Cop, che "Archeus vive nel fiume". Dopo ciò, l'uomo blu e l'infermiera sparano e uccidono l'uomo viola. L'uomo rosa ferma un proiettile con i suoi poteri telecinetici, ma l'uomo blu appare dietro di lui e gli spara nella parte posteriore della testa. L'infermiera si rivolge all'uomo blu dicendo: "contatta il nuovo angelo e dille di venire da noi. Dille che è ora".
Sul muro del ristorante sistemato precedentemente da Archeus, l'orologio sposta finalmente la sua lancetta dei minuti formando le ore 2:23. Peanut Cop e Golden Joe sono in piedi davanti a Fitz, che si è appena svegliato, e gli chiedono di andare a prendere un sandwich. Dopo aver compreso che l'ora è davvero cambiata, Fitz è sorpreso da Skillet, che salta attraverso la finestra del ristorante e atterra su di lui. Il gruppo esce dal ristorante e Archeus si allontana dicendo: "Ci crediamo, Fitz, noi crediamo in te", al che Fitz risponde che lo farà. Nel frattempo Golden Joe dimostra di essere confuso da tutto ciò. Fitz, Skillet, Golden Joe e Peanut Cop camminano lungo la strada della città, ora restaurata, e sopra di loro il sole tramonta in un cielo effettivamente reale. Altrove, dopo i titoli di coda, un barattolo di vetro cade dal cielo e si rompe in mezzo alla strada. Dal barattolo esce Shadowy Figure, che era stato trasformato precedentemente in forma liquida, e si allontana.
- Note: Durante la prima trasmissione, l'episodio era sprovvisto dei titoli di coda. Questi sono stati inseriti in seguito, durante la prima replica dell'episodio.
- Crediti finali: Dopo i titoli di coda è presente una frase che recita "Skillet mangia una deliziosa ugola di lontra con noce moscata e, ogni colazione, lascia delle uova speciali [sul posto]". Leggendo tutte le lettere iniziali della frase originale compare un messaggio segreto che recita "ci vediamo sul web", in riferimento al webisodio di 12 oz. Mouse pubblicato poco tempo dopo sul sito ufficiale. Dopo la frase compare il barattolo con il liquido di Shadowy Figure che cade dal cielo, quindi frantumandosi per terra e riuscendo a scappare.

## Enter the Sandmouse
- Titolo originale: Enter the Sandmouse
- Diretto da: Matt Maiellaro
- Scritto da: Matt Maiellaro

### Trama
Mouse, Skillet, Golden Joe e Peanut Cop si ritrovano ad attraversare il deserto, dopo aver lasciato la città alle spalle. Tuttavia, Golden Joe viene portato via da un uccello e Peanut Cop svanisce in un lampo di luce. Ora, soli nel deserto, Fitz e Skillet si rifuggono dentro una casa fatta di sabbia e di saliva. Entrano in uno scontro a fuoco con una strana donna pistolera di nome Leigh. Poco dopo la donna accenna qualcosa su Square Guy riguardo al nuovo angelo (o "new age-el") Fitz decide di fidarsi di lei e la invita nella sua casa. Leigh dà Fitz un regalo: una pallottola d'argento, avvertendo Fitz che è l'unica cosa che può ucciderla quando si trasforma in un lupo.
- Altri interpreti: Ted Murphy (Leigh).
- Crediti finali: Dopo i titoli di coda compare Leigh, nel deserto, che fa uno jumpscare trasformata da lupo.

## 12 oz. Mouse Spider-Man Special
- Titolo originale: 12 oz. Mouse Spider-Man Special
- Diretto da: Matt Maiellaro
- Scritto da: Matt Maiellaro

### Trama
Questa è una versione alternativa dell'episodio Spider. Rhoda e la conversazione di Shark vengono tagliati, eliminando l'apparizione di Golden Joe. La lettera di Mosquitor è stata eliminata, il sangue che gocciola è stato rimosso e la conversazione tra Shark e Fitz riguardo al suo nuovo disco viene abbreviata in "non guardare sotto il letto". Questi tagli hanno dato posto ad un assolo di batteria che è andato avanti per più di tre minuti e mezzo.
- Crediti finali: Dopo i titoli di coda compare un telefono che squilla dentro un freezer, proprio come nell'episodio Spider.

## Invictus
- Titolo originale: Invictus
- Diretto da: Matt Maiellaro
- Scritto da: Matt Maiellaro

### Trama
In qualche modo, Fitz è tornato nel mondo reale e non si sa come sia riuscito ad uscire dalla simulazione di Shark. Mentre gioca con uno yo-yo simile ai Robot Cravatta, appare una versione umana di Eye, che lo osserva mentre fa delle acrobazie con il suo yo-yo. Una volta finito di mostrare i suoi trucchi ad Eye, vediamo che Fitz sta conducendo in realtà uno stile di vita felice e che tiene regolarmente brevi sessioni di terapia con il suo strizzacervelli, con cui comunica attraverso il suo computer. Il terapeuta si rivelerà essere Shark travestito da donna. Shark ha aiutato Fitz a far fronte ai suoi folli sogni, che, a detta di Fitz, includono "città di cartone e cincillà stridulanti". Il terapeuta cerca di riprodurre queste esperienze come sogni. Quindi decide di spedirgli grandi quantità di pizza con salame piccante. I salami piccanti prendono vita e strisciano fuori dalle scatole della pizza per riunirsi nell'attico di Fitz. Più tardi, Fitz sogna il ragno gigante. Fitz chiama un disinfestatore (un'ape antropomorfa di nome Buzby) per prendersi cura della bestia e il topo gli dà una mitragliatrice per uccidere la creatura. Con l'arma in mano, lo sterminatore spara all'impazzata mentre insegue il ragno attraverso la casa, con la creatura che passa attraverso le fessure dei muri. Il ragno finisce saltando fuori da una finestra e dopo aver creato un portale dalla sua bocca, si teletrasporta altrove. Fitz chiede a Buzby quanto gli deve, tuttavia il disinfestatore gli risponde che non gli deve niente poiché le cose si faranno più intense. Il disinfestatore lo lascia dicendogli con fare misterioso che "Lui sta ascoltando".
Dopo questo incidente, il topo decide di prendere una scala per aggiustare la finestra rotta precedentemente dal ragno. Poco dopo si avvicina un'auto della polizia ed esce una versione umana di Peanut Cop. Il poliziotto si fa lapidario come al solito. Fitz gli dice che ha una sessione e che quindi deve andarsene. Il topo ritorna nella sua casa, mentre il terapeuta lo sta aspettando al computer. Dopo aver saputo che Shark sapeva già tutto di ciò che era appena successo col ragno, lo schermo si sposta nella soffitta della casa, dove i salami piccanti hanno creato una sorta di antenna parabolica che invia segnali. Alla fine, Shark esce dal computer di Fitz e si trasforma in un mostro che cerca di mangiarlo lentamente. Per fortuna, Buzby entra in casa e fa saltare in aria il computer del topo. In motocicletta, l'ape e Fitz si dirigono verso la casa di Buzby. 
Nel frattempo, la visuale si sposta nella stanza dei monitor di Shark, dove c'è lo squalo che parla con Rectangular Businessman. Il ragno gigante entra nella stanza con una zampa ingessata e Shark lo rimprovera per non aver fatto la cosa che doveva fare. Shark rivela la una sedia capace di scambiare la mente di due soggetti, in questo caso di Spider con quella di Rectangular Businessman. La macchina gli consentirà in seguito di scambiare la mente con quella del topo e alla fine di fuggire da Q109, un mondo simulato e creato dallo stesso Shark. Dopo aver spiegato i suoi piani, Shark mostra un monitor dove si vedono Golden Joe, Roostre, Peanut Cop, Skillet e New Guy. Il gruppo è seduto attorno ad un fuoco nella casa di New Guy.
Il gruppo è intrappolato nella simulazione, quindi Fitz cercherà di ritornare a Q109 da cui era fuggito precedentemente, per salvare i suoi amici.
- Altri interpreti: Seth Green (Fitz nel mondo reale), Rita Morales (illusione di Shark), Dana Snyder (Buzby), Mike Lazzo (The New Guy).
- Ascolti USA: telespettatori 478.000 – rating/share 18-49 anni.[9]

## First 12
- Titolo originale: First 12
- Diretto da: Matt Maiellaro
- Scritto da: Matt Maiellaro

### Trama
Dopo essere entrati nel portale durante gli eventi dell'episodio speciale Invictus, Fitz ei suoi amici sono sparsi in mondi diversi. Mouse si ritrova senza memoria e in un nuovo mondo chiamato Lotharganin dove incontra Aria e il professor Wilx, due eminenti scienziati della Terra Esterna che hanno lavorato con le Shyd Industries, che stanno cercando di scappare verso la Terra Esterna; Golden Joe si esibisce in un concerto con Kiki, il suo DJ. Joe viene quindi rapito e rinchiuso in una stanza con Peanut Cop sotto la sorveglianza delle guardie ananas; Roostre è intrappolato nel Mondo di Muck mentre Buzby ascolta una trasmissione radio inviata da Muff da Q109.
- Guest star: George Lowe (Muff).
- Ascolti USA: telespettatori 429.000 – rating/share 18-49 anni.[10]

## Awaken
- Titolo originale: Awaken
- Diretto da: Matt Maiellaro
- Scritto da: Matt Maiellaro

### Trama
Mentre Shark viene ricostruito in un abominio genetico di Rectangular Businessman e di se stesso, Skillet salva Buzby e fuggono via. Golden Joe e Peanut cercano di trovare una via d'uscita dalla loro cella di prigione. Aria cerca di stimolare la memoria di Mouse mentre Wilx è convinto che Mouse potrebbe essere il nucleo dell'intero esperimento e ha la conoscenza per fuggire dai mondi artificiali. Ritrovandosi legato a delle liane, Roostre le taglia con un paio di forbici e si avventura nel Mondo di Muck. Trova quindi una borsa di oggetti essenziali che raccoglie a fianco a uno scheletro e vede apparire una porta rossa. Roostre incontra Spider e viene avvolto con la ragnatela da quest'ultimo. Alle Shyd Industries, Industry Man assume The New Guy per un lavoro molto pericoloso.
- Ascolti USA: telespettatori 405.000 – rating/share 18-49 anni.[11]

## Adrift
- Titolo originale: Adrift
- Diretto da: Matt Maiellaro
- Scritto da: Matt Maiellaro

### Trama
Una scuna sfonda le difese di Lotharganin e il sistema di difesa del posto, chiamato T.O.P.A.Z., non riesce a fermarlo mentre tutti gli indizi portano al professor Wilx e alla sua connessione sottostante con le Shyd Industries. Nel frattempo, Golden Joe e Peanut hanno problemi ad avviare le loro moto d'acqua.
- Ascolti USA: telespettatori 407.000 – rating/share 18-49 anni.[12]

## You Made This
- Titolo originale: You Made This
- Diretto da: Matt Maiellaro
- Scritto da: Matt Maiellaro

### Trama
Eye si riunisce con Mouse a Lotharganin. Aria rivela che lo stesso Fitz è stato l'inventore dei 222 mondi artificiali in cui sono ora intrappolati. Nel frattempo, sulla Terra Esterna, Man-Woman viene interrogato dalla versione reale di Peanut Cop dopo aver scoperto che ha in suo possesso la Scatola dei Mondi creata dalle Shyd Industries. Mentre Joe e Peanut uccidono le guardie ananas con delle bevande tropicali esplosive, Wilx, che è segretamente in combutta con Clock, annuncia di aver acquisito e messo in sicurezza il nucleo. 
- Ascolti USA: telespettatori 353.000 – rating/share 18-49 anni.[13]

## Because They Could
- Titolo originale: Because They Could
- Diretto da: Matt Maiellaro
- Scritto da: Matt Maiellaro

### Trama
Roostre fugge da Spider nel Mondo di Muck e si ritrova in un deserto dove incontra un ragazzo accampato e armato che uccide mostri. Peanut Cop e Golden Joe evadono da una prigione sottomarina con le moto d'acqua e attraversano l'oceano. Aria, Fitz e Eye respingono un attacco dei Tie-Bot, portando Aria a rendersi conto che il professor Wilx sta lavorando per le Shyd Industries. Intanto, Man-Woman assiste all'apertura della Scatola dei Mondi, che contiene un'immagine di Wilx. 
- Ascolti USA: telespettatori 313.000 – rating/share 18-49 anni.[14]

## Reveal
- Titolo originale: Reveal
- Diretto da: Matt Maiellaro
- Scritto da: Matt Maiellaro

### Trama
Alle Shyd Industries, Shadowy Figure incontra Sirus, l'architetto che ha progettato il sistema di chiusura della scatola dei mondi, rendendola a prova di fuga. Viene rivelato successivamente che Shadowy Figure, Clock e Industry Man sono tutti aspetti dello stesso essere che controlla le Shyd Industries. Mouse riceve un'iniezione che lo porta a recuperare i suoi ricordi di come ha contribuito alla creazione della Scatola dei Mondi e su come trovare la via d'uscita. Il Professor Wilx tradisce Aria, Fitz e Eye intrappolandoli in una gabbia laser, in modo tale che solo lui possa sfuggire dalla Scatola.
- Ascolti USA: telespettatori 471.000 – rating/share 18-49 anni.[15]

## Prime Time Nursery Rhyme
- Titolo originale: Prime Time Nursery Rhyme
- Diretto da: Matt Maiellaro
- Scritto da: Matt Maiellaro

### Trama
Fitz si rende conto che la Scatola dei mondi è diventata instabile e sta per implodere. Peanut Cop e Golden Joe arrivano a Lotharganin e cercano di fermare il reattore nucleare della base. Sirus teletrasporta Roostre verso le Shyd Industries e tenta di reclutarlo in un complotto segreto per fermare lo sfruttamento della tecnologia della Scatola dei Mondi. Il Professor Wilx si teletrasporta in una città futuristica vicino alle Shyd Industries, tuttavia viene ucciso da Kiki sopra una moto d'acqua.
- Ascolti USA: telespettatori 394.000 – rating/share 18-49 anni.[16]

## Here We Come
- Titolo originale: Here We Come
- Diretto da: Matt Maiellaro
- Scritto da: Matt Maiellaro

### Trama
Industry Man fa risorgere il Professor Wilx e interroga Roostre sulla posizione di Fitz, temendo che svelerà i segreti delle Shyd Industries se fuggirà dalla Scatola dei Mondi. Peanut Cop arresta un crollo nucleare, tuttavia viene ucciso dopo essere stato liquefatto passando sopra una bomba. Melissa avvisa Castellica, un costrutto di intelligenza artificiale sotto forma di camper-castello spaziale, per mandare i suoi piloti Elize Ryd e Olof Mörck, del supergruppo Amaranthe, a salvare Fitz e Aria.
- Guest star: Olof Mörck (Se stesso), Elize Ryd (Se stessa).
- Ascolti USA: telespettatori 416.000 – rating/share 18-49 anni.[17]

## Portal to the Doorway
- Titolo originale: Portal to the Doorway
- Diretto da: Matt Maiellaro
- Scritto da: Matt Maiellaro

### Trama
Eye utilizza un jetpack per arrivare su Castellica. Elize Ryd e Olof Mörck uniscono quindi le forze con Aria, Fitz e gli altri, portandoli a capire che il loro obiettivo in comune per distruggere Industry Man fa parte del volere di Sirus. Roostre salta giù dalla torre delle Shyd Industries e, rendendosi conto che la morte è un'illusione, affonda nel terreno e ritorna nel mondo del deserto. Elize e Olof suonano il loro brano Portal to the Doorway che porta all'evocazione di una tempesta che teletrasporta i loro alleati attraverso altri mondi.
- Guest star: Olof Mörck (Se stesso), Elize Ryd (Se stessa).
- Altri interpreti: Eddie Ray (Draghi parlanti).
- Ascolti USA: telespettatori 407.000 – rating/share 18-49 anni.[18]

## Final Beginning
- Titolo originale: Final Beginning
- Diretto da: Matt Maiellaro
- Scritto da: Matt Maiellaro

### Trama
Il temporale trasporta tutti gli alleati di Fitz nel quadrante del deserto, dove un ragazzo li arma con armi futuristiche e li fa passare attraverso un portale per le Shyd Industries per confrontarsi con Industry Man. Una registrazione video mostra come Aria sia stata complice nell'intrappolare Fitz all'interno della Scatola dei Mondi. Industry Man si trasforma in un mostro per cercare di combattere tutti, tuttavia viene ucciso da Kiki su una moto d'acqua. Viene successivamente innescata un'esplosione che distrugge la cima della torre delle Shyd Industries, lasciando sconosciuto il destino di tutti. Altrove, attraverso un cliffhanger, Francis fa amicizia con il Professor Wilx e si presentano entrambi a casa di Man-Woman per reclamare la Scatola dei Mondi.
- Guest star: Olof Mörck (Se stesso), Elize Ryd (Se stessa).
- Altri interpreti: Corey Sherman (Francis).
- Ascolti USA: telespettatori 357.000 – rating/share 18-49 anni.[19]

## Francis, Cheap & Out of Control
- Titolo originale: Francis, Cheap & Out of Control
- Diretto da: Matt Maiellaro e Corey Sherman
- Scritto da: Matt Maiellaro e Corey Sherman

### Trama
Un giornalista chiamato Francis si dirige alla Città di Cartone per porre domande ai cittadini, i quali danno risposte sconfusionate e criptiche. Dopo essere andato ad una festa, il giornalista viene sparato ripetutamente da Fitz e viene scaraventato via da Man/Woman fino alla fattoria dei corndog di Roostre. Indenno, dopo aver intervistato quest'ultimo, il giornalista viene teletrasportato da un hovervac nel laboratorio di Aria e del Professor Wilx. Successivamente si ritrova a conversare con Rectangular Businessman e Shark alla banca. Dopo aver fatto irritare Shark, il giornalista viene lanciato via un'altra volta fino al punto di partenza dove incontra New Guy e si mette a ballare con lui. 
- Altri interpreti: Corey Sherman (Francis).
- Ascolti USA: telespettatori 335.000 – rating/share 18-49 anni.[20]
- Note: il titolo dell'episodio è un riferimento al film Fast, Cheap & Out of Control. Inoltre, durante la prima trasmissione dell'episodio, in onore della tradizione del Pesce d'Aprile di Adult Swim, appare una versione live action del rapper Post Malone in una delle finestre di un edificio.